# Ogún
| Farben | Grün und Schwarz |
| Zahlen | 7                |

Ogún, auch Oggún, Ogoun, Ogum, ist in der Religion der Yoruba der  Orisha des Eisens, der Mineralien, Wälder, Schlüssel, Gefängnisse und der Werkzeuge und stellt somit den Patron der Schmiede, Mechaniker, Ingenieure und Soldaten dar. Er gehört mit Eshu und Ochosi zu den Orishas, die in der Initiation der Guerreros empfangen werden.
Im Zusammenhang mit Ogún steht die Zeremonialwaffe Ada Ogún.
Mit demselben Namen (Ogoun) wird in der Voodoo-Religion ein Geist (Loa) bezeichnet, der Schutzpatron der Schmiede ist.